# سورو (دیر)
سورو روستایی از توابع بخش آبدان شهرستان دیر استان بوشهر در جنوب ایران.

## جمعیت
این روستا در دهستان سرمستان قرار دارد طبق سرشماری رسمی ۱۳۹۰ جمعیت آن ۶۷نفر (۱۸خانوار) است و در سال ۱۳۸۵ جمعیت آن ۸۳نفر (۲۰خانوار) بوده است.